# Przekroczyć granicę
Przekroczyć granicę, tytuł oryg. Crossing the Line – brytyjski film dokumentalny w reżyserii Daniela Gordona, którego premiera odbyła się w 2007 roku.

## Fabuła
W 1962 roku żołnierz Stanów Zjednoczonych Joe wysłany w celu pilnowania pokoju w Korei Południowej opuścił swoją jednostkę, przeszedł przez najbardziej ufortyfikowany obszar na świecie i przeszedł na stronę komunistycznej Korei Północnej. Jest ostatnim Amerykaninem, który uciekł do Korei Północnej. Żołnierz stał się gwiazdą północnokoreańskiej propagandy i grał w filmach jako zły Amerykanin. Posługuje się językiem koreańskim. Ma trzech synów po dwóch żonach. Mieszka w Korei Północnej, spędził tam dwa razy więcej czasu niż w Ameryce. W pewnym momencie w Korei Północnej mieszkało czterech Amerykanów.

## Obsada
Źródło: Rotten Tomatoes

- James Joseph Dresnok
- Christian Slater
- Daniel Gordon – narrator
- Charles Robert Jenkins

## Nagrody
| Rok  | Nagroda                                   | Kategoria    | Nominacja     | Wynik     |
| ---- | ----------------------------------------- | ------------ | ------------- | --------- |
| 2007 | Grand Jury Prize (Sundance Film Festival) | World Cinema | Daniel Gordon | Nominacja |